# Cimetière de Cocherel
Le cimetière de Cocherel est situé sur le versant nord de la vallée d'Eure, autour de l'église Notre-Dame de Cocherel, sur la commune d'Houlbec-Cocherel.
Le 15 novembre 1934, le site naturel formé par l'église, le cimetière, le tombeau d'Aristide Briand et leur environnement a été classé  Site classé (1934).

## Description
- La tombe de la compagne d'Aristide Briand, Lucie Jourdan[3], s'y trouve depuis 1957, année de sa mort.

## Galerie d'images

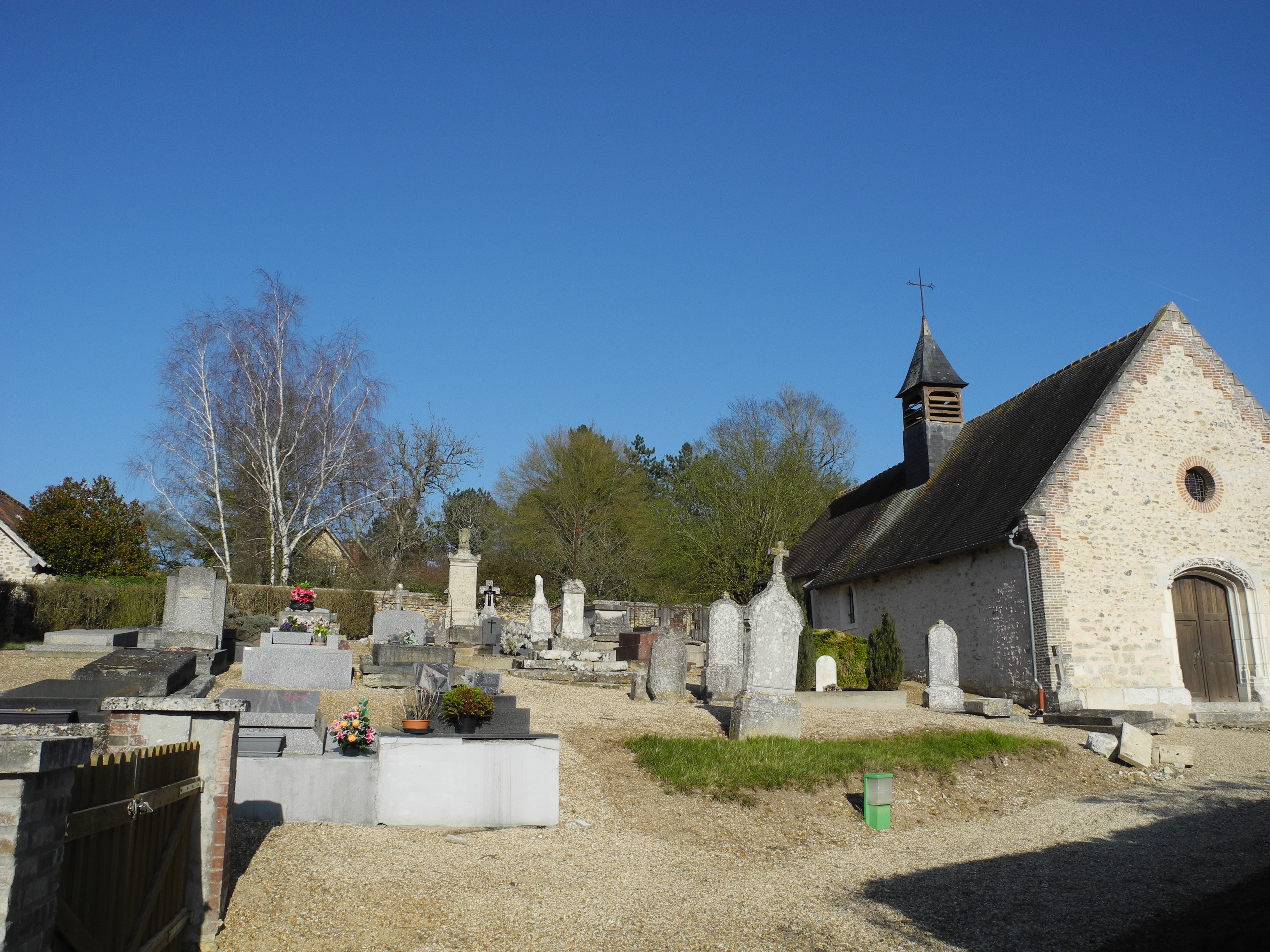
Le cimetière, attenant à l'église.
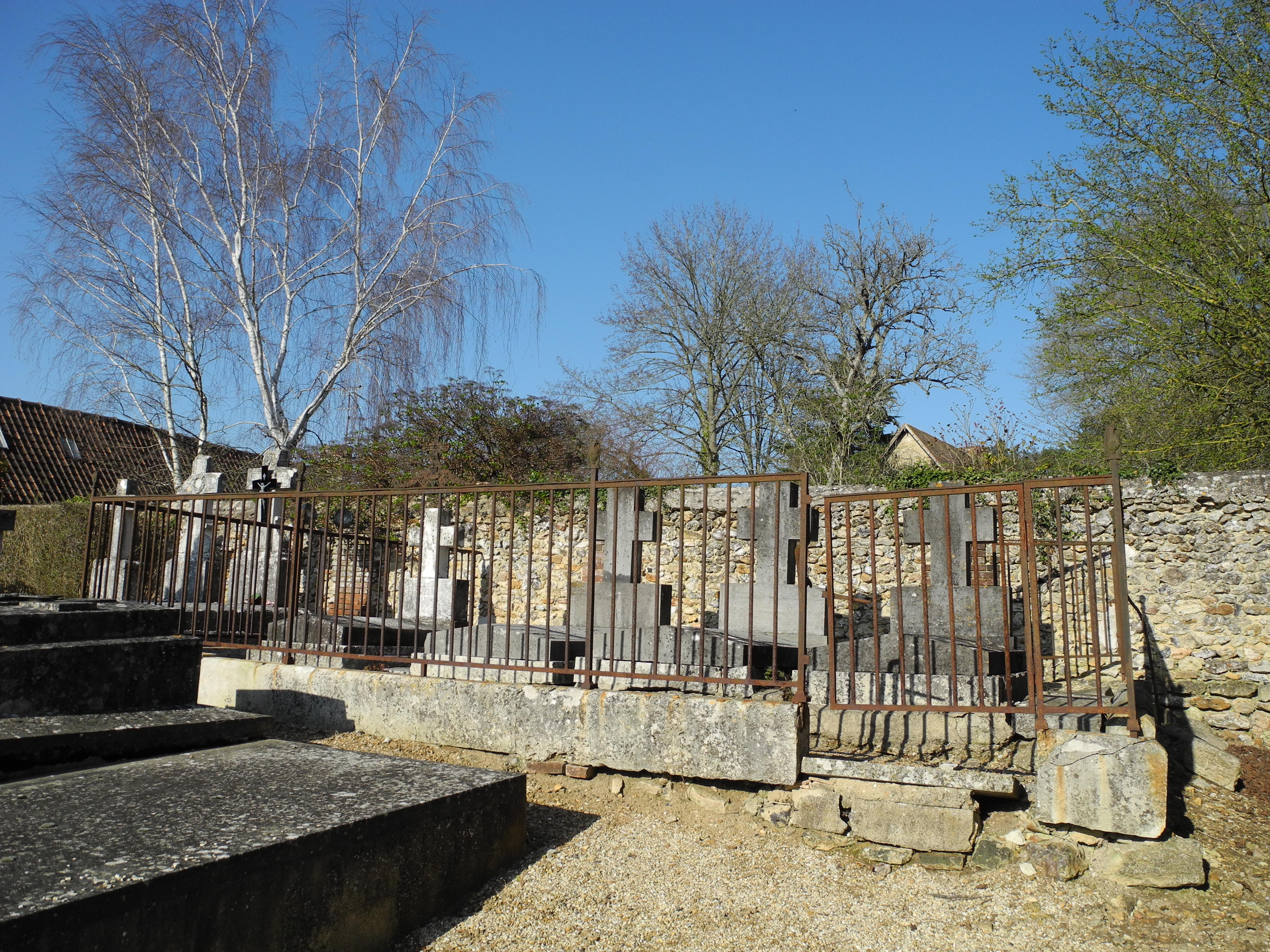
Quelques vieilles concessions.
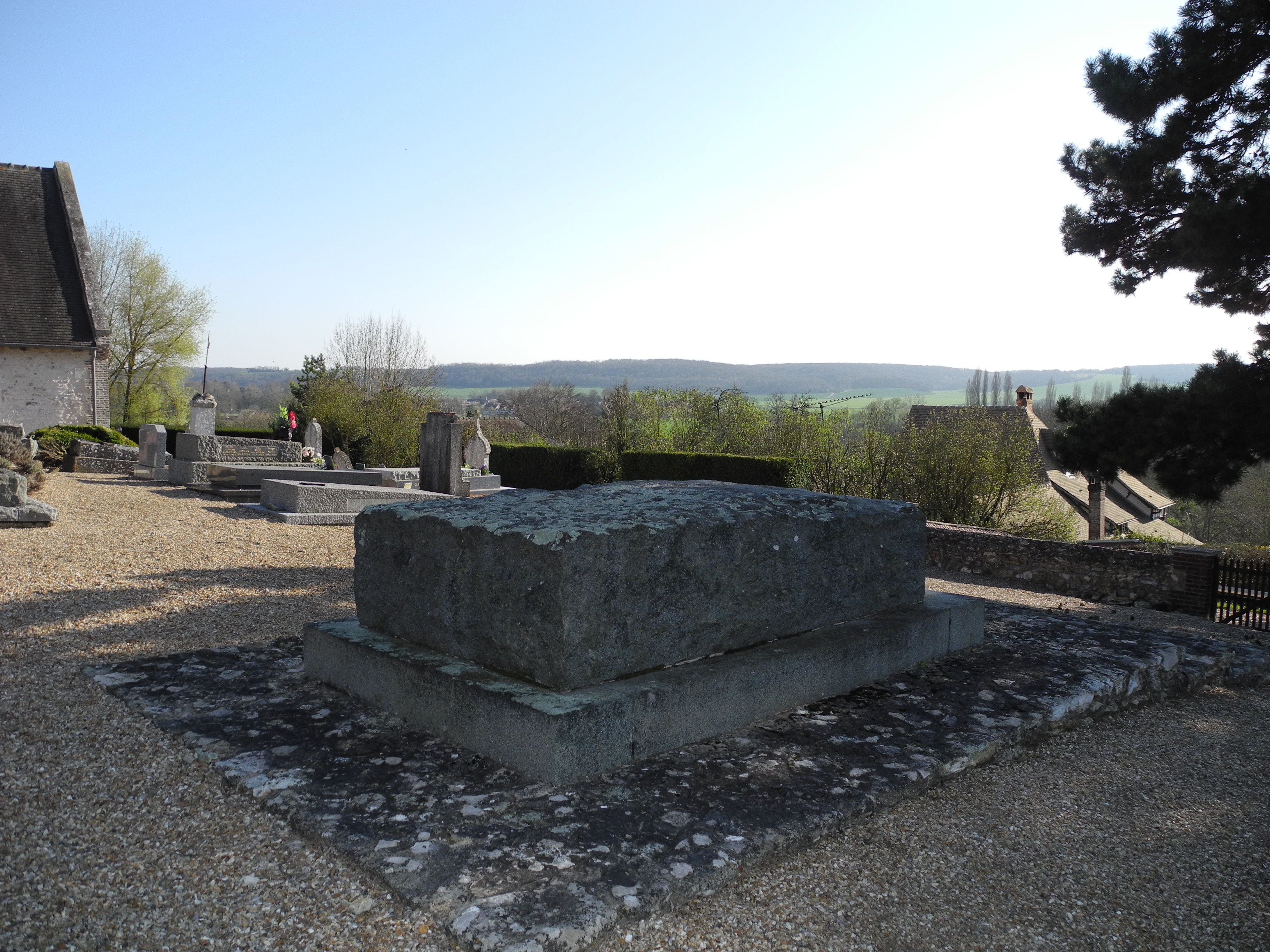
Le tombeau d'Aristide Briand et la vallée d'Eure.

## Sources
- André Beauguitte, Le Chemin de Cocherel, Alphonse Lemerre, 1960, 266 pages.